# Dolomedes palmatus
Dolomedes palmatus là một loài nhện trong họ Pisauridae.
Loài này thuộc chi Dolomedes. Dolomedes palmatus được miêu tả năm 2005 bởi Zhang, Zhu & Da-xiang Song.